# ألفا (سلوك حيواني)

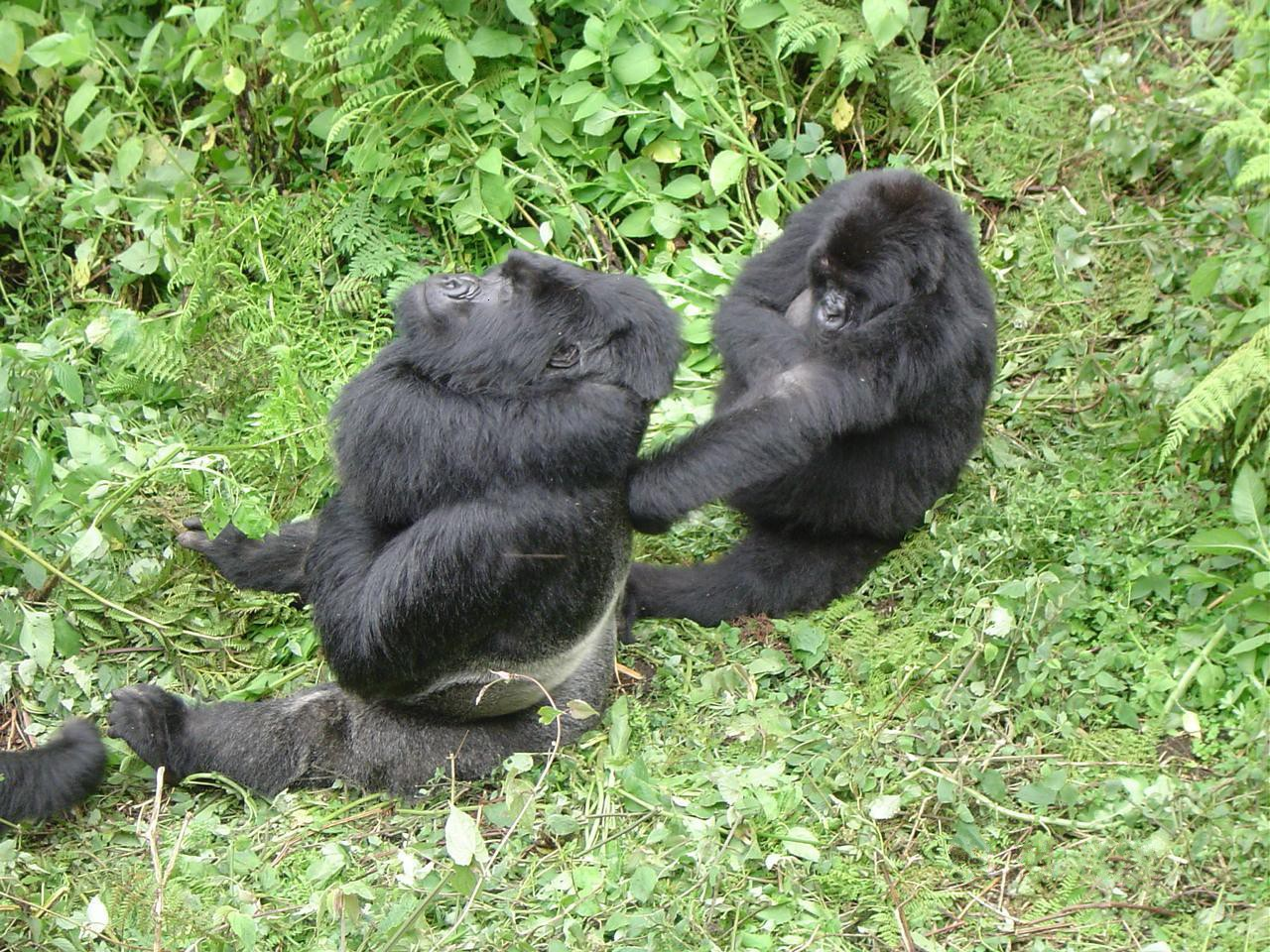
ذكور "الغوريلا" " ذوي الظهور الفضية عادًة ما يكونون هم الحيوان الألفا وممكن أن يتلقوا معاملة تفضيلية مثل أن يتم تنظيفهم من قبل أعضاء المجموعة الآخرين.

ألفا (بالإنجليزية: Alpha) في دراسات الحيوانات الإجتماعية، هي تسمية تطلق أحيانًا علي الأفراد الأعلى مرتبًة في جماعة. يمكن للذكور، الإناث، أو كلاهما أن يكونا ألفا، علي حسب النوع. عندما يقوم ذكر وأنثى بتأدية هذا الدور معًا، أحيانًا تتم تسميتهم بزوج الألفا. يمكن للحيوانات الأخرى بنفس المجموعة أن يُظهروا اختلاف أو سلوكيات خضوع أو احترام خاصة تجاه الألفا.
تنال الحيوانات الألفا إتاحة تفضيلية إلي الغذاء والأغراض أو النشاطات المرغوبة الأخرى، بالرغم من اختلاف مداها علي نحو واسع بين الأنواع. ممكن أن ينال ذكر أو أنثي الألفا إتاحة تفضيلية إلي الجنس أو الشركاء; ببعض الأنواع، يقوم فقط الألفا أو زوج الألفا بالتكاثر.
يمكن للألفا أن يصلوا إلي مكانتهم عبر القوة الجسدية الفائقة والعدائية، أو عبر المجهودات الاجتماعية وبناء التحالفات داخل المجموعة،  أو غالبًا أكثر، من خلال الإنجاب وحصولهم علي مرتبة الأب لجميع أفراد المجموعة. يمكن للأفراد ذوي مكانة ألفا أحيانًا أن يتغيروا، غالبًا عبر قتال بين الحيوان المهيمن وتابع يتحدي سلطته. علي حسب الحيوان، يمكن لهذه القتالات أن تكون حتي الموت.

## بيتا وأوميغا
أحيانًا يتم إعطاء الحيوانات الاجتماعية في تسلسل مرتبي مناصب بدراسات الإيثولوجيا.
غالبًا ما تتصرف حيوانات البيتا كالثانية في الحكم للألفا الحاكم وسيتصرفون كحيوانات الألفا عند موت الألفا أو إذا لم يعد يتم اعتباره الألفا. ببعض الأنواع من الطيور، يزدوج الذكور في ثنائي عند المغازلة، ويساعد ذكر البيتا ذكر الألفا. أكتشف أن السياق الاجتماعي للحيوانات له تأثير كبير علي سلوك المغازلة والنجاح التكاثري لهذا الحيوان بشكل عام.
أوميجا (عادًة ما يرمز لها باستخدام ω) هو نقيض يستخدم في الإشارة إلي أدنى طائفة في المجتمع المرتبي. حيوانات أوميجا مرؤوسة من كل الآخرين بالقطيع، ويتوقع منها من قبل الأخريين بالقطيع أن تبقي خاضعة للجميع. يمكن أيضًا أن يتم استخدام حيوانات أوميجا كأكباش فداء عموميين أو منافذ للتوتر، أو تعطي الأولوية الأقل أثناء توزيع الطعام.

## أمثلة

### رئيسيات
يستخدم الشيمبانزي الشائع القوة، الذكاء، والتحالفات السياسية لتوطيد وإبقاء مرتبة الألفا. ذكور الألفا الذين يستخدمون العنف والتهديد فقط لإبقاء مكانتهم غالبًا ما يواجهون بالمعارضة. ستتكون التحالفات في النهاية كنتيجة، وتقوم بالإطاحة بالذكر الألفا.[هل المصدر موثوق به؟] كانت هناك حالات نادرة حيث اغتال قطيع ذكر الألفا. يظهر الشيمبانزي الشائع الاحترام للألفا عبر أوضاع وإشارات شعائرية كعرض ظهورهم، الانحناء، السجود، أو الهز.[تحقق من المصدر]الشيمبانزيهات الأقل مرتبًة من ذكر الألفا تظهر يداها صاحبًة لها بشخير تجاه الذكر الألفا كعلامة علي الخضوع. علي النحو الآخر، يحكم مجتمع البونوبو إناث ألفا. يشترك الذكور مع الإناث لاكتساب المراتب لأن الإناث تهيمن علي البيئة الاجتماعية. كي يحصل الذكر علي مكانة ألفا بقطيع بونوبو ; عليه أن يتم قبوله من قبل أنثي الألفا. تستخدم إناث البونوبو الجنس مثلي الجنس لزيادة المكانة الاجتماعية. الإناث ذوات المراتب العالية نادرًا ما تشارك في نشاطات جنسية مع إناث أخريات، لكن تتفاعل الإناث ذوات المراتب الدانية في نشاطات جنسية مع كل الإناث.
تستخدم الغوريلات التهديد لتوطيد والحفاظ علي مرتبة الألفا. وجدت دراسة تم إجرائها عن السلوك التكاثري لدي ذكور الغوريلا الجبلية أدلة أكثر علي أن الذكور المهيمنة فضلت أن ترعي النسل، حتي وإن كان هناك عدد كبير من الذكور في مجموعة ذات حجم هائل. استنتجت الدراسة أيضًا أن انخفاض إتاحة التزاوج انخفضت بشكل أقل شدة مع المكانة ; يظهر ألفا، بيتا، وجاما نجاح تكاثري مشابه أكثر، مقارنًة بما كان يعتقد سابقًا.
أظهرت دراسة عن شراكة ذكور وإناث الألفا أثناء مواسم غير التزاوج بالكبوشاوات البرية فحصت ما إذا كانوا ذكور الألفا محل تفضيل في التزاوج من قبل الإناث و، ثانيًا، ما إذا كان يمكن أن تفسر مكانة إناث الألفا وعلاقتهم بذكور الألفا من خلال الصفات الفردية و/أو الشبكة الاجتماعية للأنثي. أشارت النتائج إلي أن ذكور ألفا الكبوشي هم الشركاء المفضلين لدي الإناث البالغات. مع ذلك، فقط إناث الألفا كانت لديهم علاقات قوية مع ذكور الألفا بفضيلة تسلسل الهيمنة بين الإناث والذي به فقط الإناث الأكثر هيمنًة وقوة كانوا قادرات علي التعامل مع الذكر الألفا.
دقق الباحث M.W. فوستر الرئيسيات ووجد أن القواد كانوا أكثر أرجحية في أن يكونوا هؤلاء الذين فعلوا أكثر للذين من حولهم بدلًا من أن يتم تحديدهم بالقوة.

### كلبيات
في الماضي، كان المنظور السائد عن قطعان الذئاب الرمادية هي أنها تكونت من أفراد يتنافسون مع بعضهم البعض علي الهيمنة، بالإشارة إلي الذئاب الرمادية المهيمنة كذكر وأنثي «ألفا»، والتابعين كذئاب «بيتا» و «أوميغا». استخدم هذا المصطلح لأول مرة في 1947 من رودولف شنكل التابع لجامعة بازل، والذي ركز اكتشافاته علي بحث سلوك الذئاب الرمادية بالأسر. تم إشهار هذا المنظور عن حركيات قطعان الذئاب الرمادية لاحقًا من قبل الباحث ديفيد ميك في كتابه الذئب في 1970. وجد هو لاحقا دلائل إضافية أن مفهوم ذكر الألفا كان تأويل خاطئ عن بيانات غير مكتملة وأنكر هذا المصطلح رسميًا في 1999. شرح أنه كان مرتكز بشدة علي سلوك القطعان الأسيرة المكونة من أفراد غير مقربين، خطأ يعكس المنظور الذي كان مشهورًا سابقًا أن تشكيل القطعان البرية حدث في الشتاء بين الذئاب الرمادية المستقلة. أظهرت الدراسات اللاحقة عن الذئاب الرمادية أن القطيع عادًة ما يكون عائلة متكونة من زوج منجب ونسل ال1-3 سنوات السابقة.
في الكلبيات البرية الأخرى، يمكن للذكر الألفا أن لا يملك إتاحة مخصوصة للأنثي الألفا. أعضاء القطيع الآخرين كما في الكلب البري الإفريقي يمكن أن يقوموا بحماية وكر الأمومة للأنثي الألفا.